# Ekspres do kawy

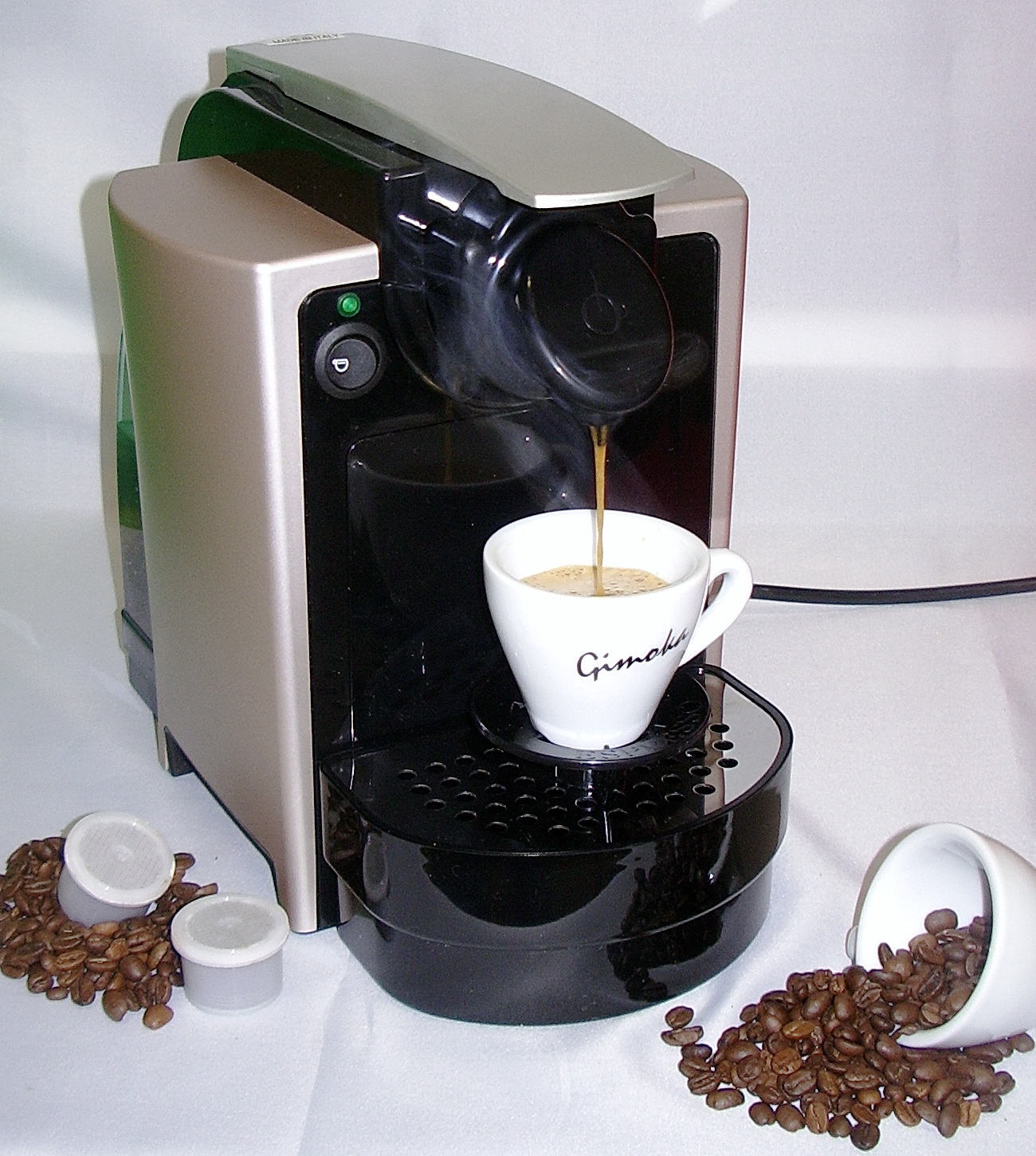
Ekspres do kawy w trakcie pracy

Ekspres do kawy (z wł. macchina da caffè espresso) – zautomatyzowane urządzenie służące do parzenia kawy.

## Podział
Rodzaje ekspresów do kawy:
- przelewowe
- ciśnieniowe
  - dzbankowe
  - niskociśnieniowe
  - kolbowe
  - automatyczne
  - kapsułkowe

## Ekspres przelewowy

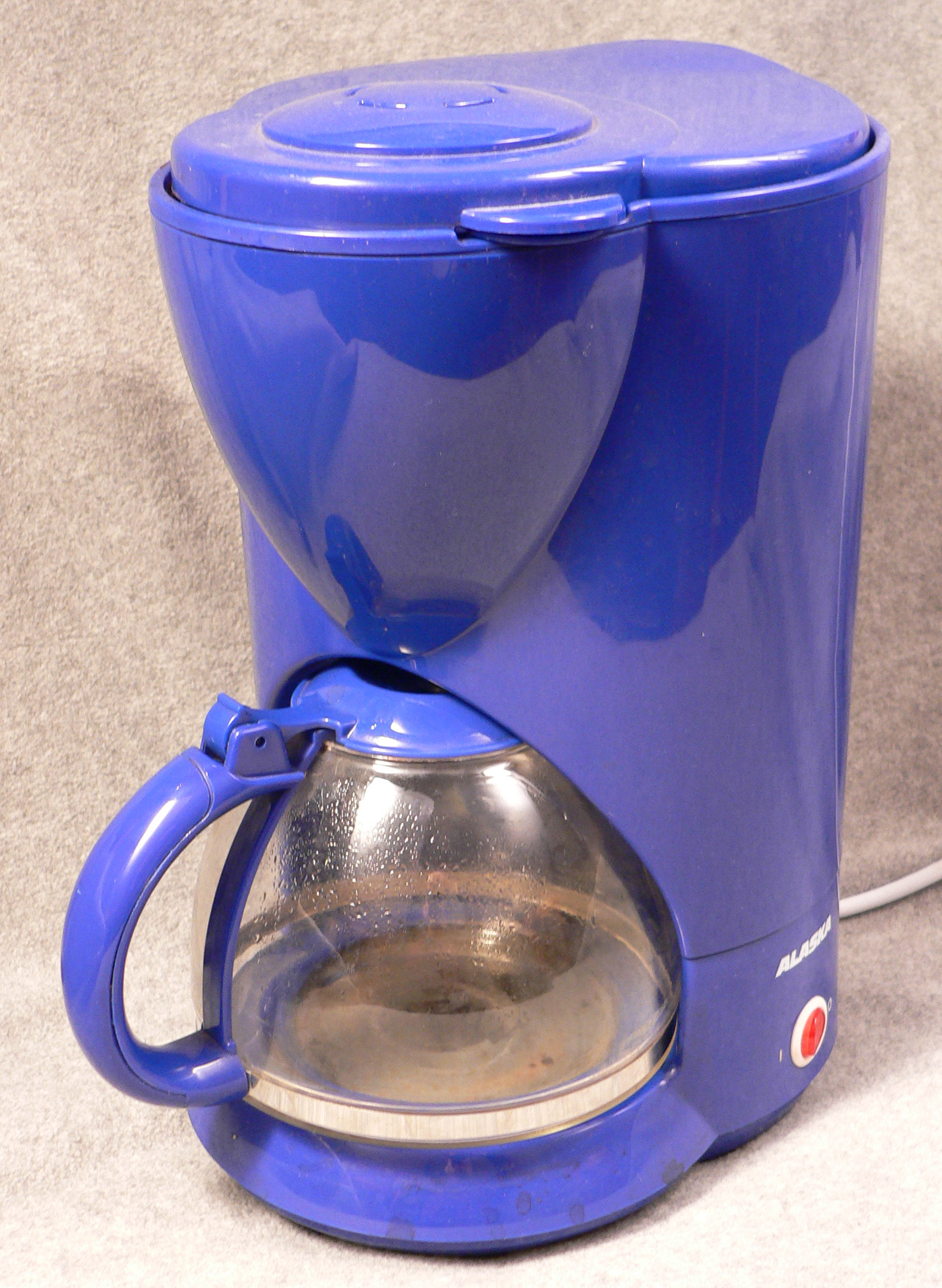
Ekspres przelewowy

Ekspres przelewowy to taki, w którym wrzątek dozowany jest do pojemnika z kawą mieloną i napar przesącza się przez filtr do dzbanka. Różnica w stosunku do ciśnieniowego polega na tym, że woda nie jest pod ciśnieniem, jest tylko gorąca, jednak ze względu na długi kontakt wody ze zmieloną kawą napar zawiera zwykle więcej kofeiny. Działanie takiego ekspresu jest zazwyczaj następujące:
- do pojemnika na kawę wkłada się papierowy filtr, wsypuje do niego kawę, a do pojemnika na wodę wlewa wodę
- po zamknięciu uruchamia się urządzenie
- porcja wody wlewa się do zbiorniczka z grzałką, następuje jej zagotowanie i z powodu wzrostu ciśnienia woda płynie rurką do góry (nie wraca do zbiornika z powodu zastosowania zaworu zwrotnego)
- kolejne porcje wody wlewają się do filtra z kawą i przelewając się przez nią tworzy się napar
- napar wlewa się do dzbanka umieszczonego pod filtrem
- kiedy woda w zbiorniku się skończy, grzałka nagrzewa się bardziej, aż do zadziałania wyłącznika bimetalicznego i cyklicznie włącza się i wyłącza podgrzewając płytę na której stoi dzbanek (dzięki temu kawa pozostaje ciepła)

## Ekspres ciśnieniowy
Ekspres ciśnieniowy – urządzenie do przygotowywania kawy przy wykorzystaniu zwiększonego ciśnienia. Najczęściej wyposażone w specjalną dyszę, umożliwiającą spienianie mleka do kawy typu cappuccino.

### Ekspres dzbankowy (moka)

Ekspres dzbankowy

Ekspresami  dzbankowymi  nazywa się często dzbanki (kafetiery) w których ciśnienie wytwarzane jest przez parę wodną powstałą po zagotowaniu wody. Ekspres taki składa się z trzech części: A - pojemnika na wodę, B - pojemnika na kawę i C – pojemnika na gotowy napar. Ekspres ten działa w taki sposób, że po ustawieniu go na płomieniu (lub płycie kuchennej), woda w dolnym zbiorniku gotuje się, a ciśnienie wytworzone przez powstałą parę wodną powoduje przetłoczenie wody do góry przez kawę. Tworzący się napar zbierany jest w górnym zbiorniku. Istnieją też (dziś rzadko spotykane) ekspresy dzbankowe elektryczne, które mają w dolnej części grzałkę elektryczną, która podgrzewa wodę w dolnym zbiorniku (tzw. ekspres węgierski).

### Ekspres niskociśnieniowy (3,5 bara)

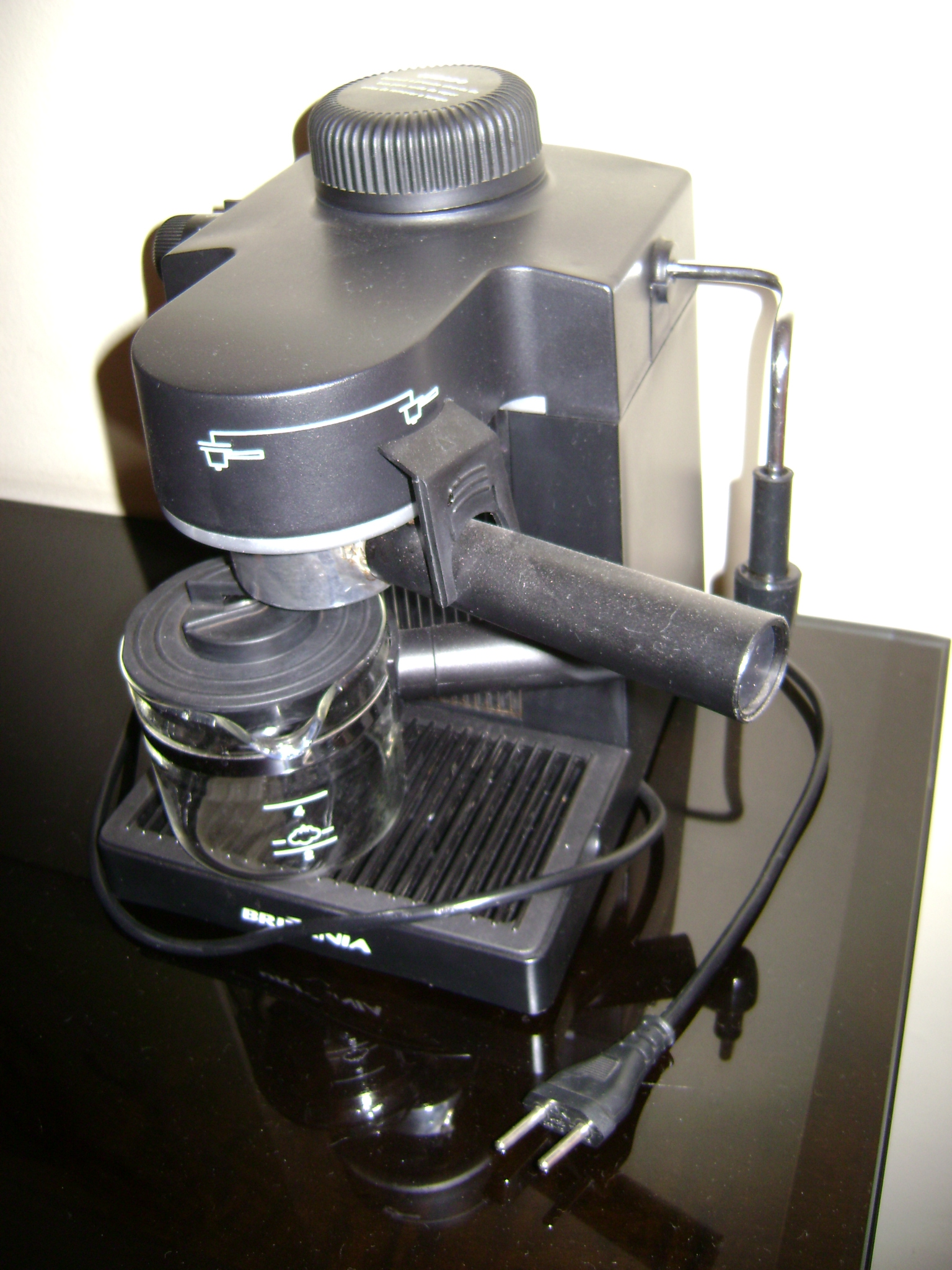
Ekspres niskociśnieniowy

Działa na podobnej zasadzie, jak ekspres dzbankowy. Ma kolbę, do której wsypuje się zmieloną kawę, po czym zakłada się ją do ekspresu. Woda pod ciśnieniem ok. 3,5 bara wytworzonym przez parę w zamkniętym tylnym pojemniku przelewa się przez kawę, po czym wlewa się do ustawionego poniżej naczynia. Woda pod ciśnieniem wrze w temperaturze wyższej niż 100 °C, stąd uzyskany napar jest bardzo mocny, często określany jako „przypalony”.

### Ekspres kolbowy

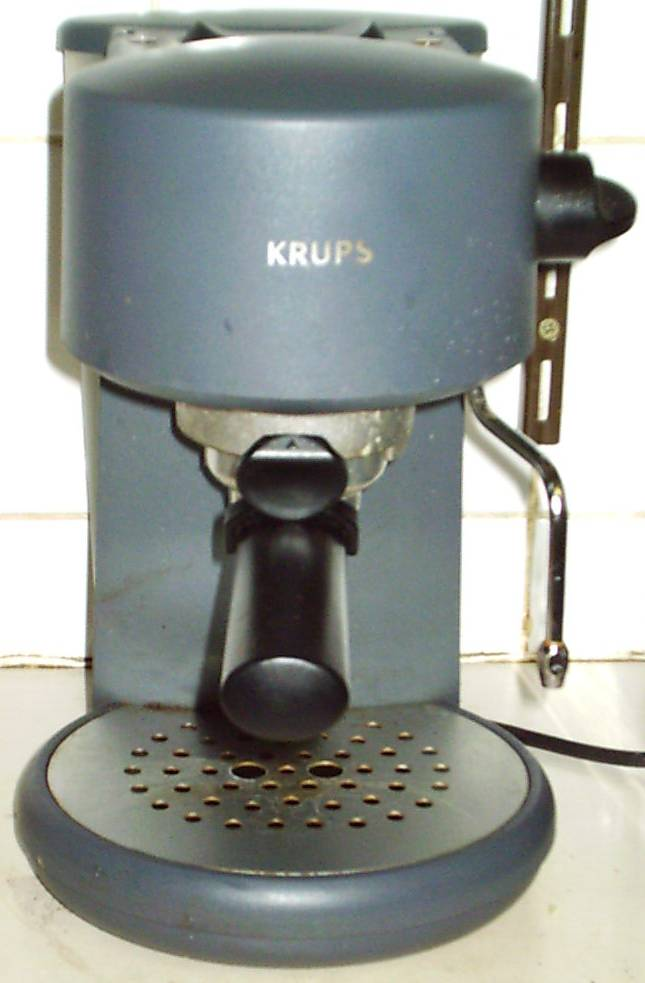
Ekspres kolbowy

Ekspres kolbowy (wysokociśnieniowy) jest to urządzenie, w którym woda o odpowiedniej temperaturze (92–96 °C) dozowana jest pod ciśnieniem wytwarzanym przez pompę do pojemnika zawierającego zmieloną kawę. W wyniku zastosowania odpowiedniego ciśnienia (ok. 9–11 barów, pompa jest w stanie wytworzyć do 15 barów) kawa z ekspresu ciśnieniowego posiada charakterystyczną jasnobrązową piankę (crema), składającą się z oleistych substancji wyciśniętych z kawy i nadających jej niepowtarzalny smak, aromat i wygląd. Taki ekspres (typ domowy) przedstawiony jest na górnym zdjęciu.

### Ekspres automatyczny
Ekspres automatyczny może być natomiast bardzo rozbudowanym urządzeniem. Nie posiada ww. kolby a kawę wsypuje się w większej ilości do specjalnego zbiornika. Zazwyczaj ekspres taki posiada wbudowany młynek do mielenia kawy, dzięki któremu za każdym razem napar parzony jest ze świeżo zmielonej kawy.

### Ekspres kapsułkowy
Ekspresy kapsułkowe to urządzenia automatyczne, które do przygotowania kawy wykorzystują specjalne kapsułki ze zmieloną kawą. Kapsułki te zamknięte są próżniowo, dzięki czemu kawa zachowuje świeżość i aromat.

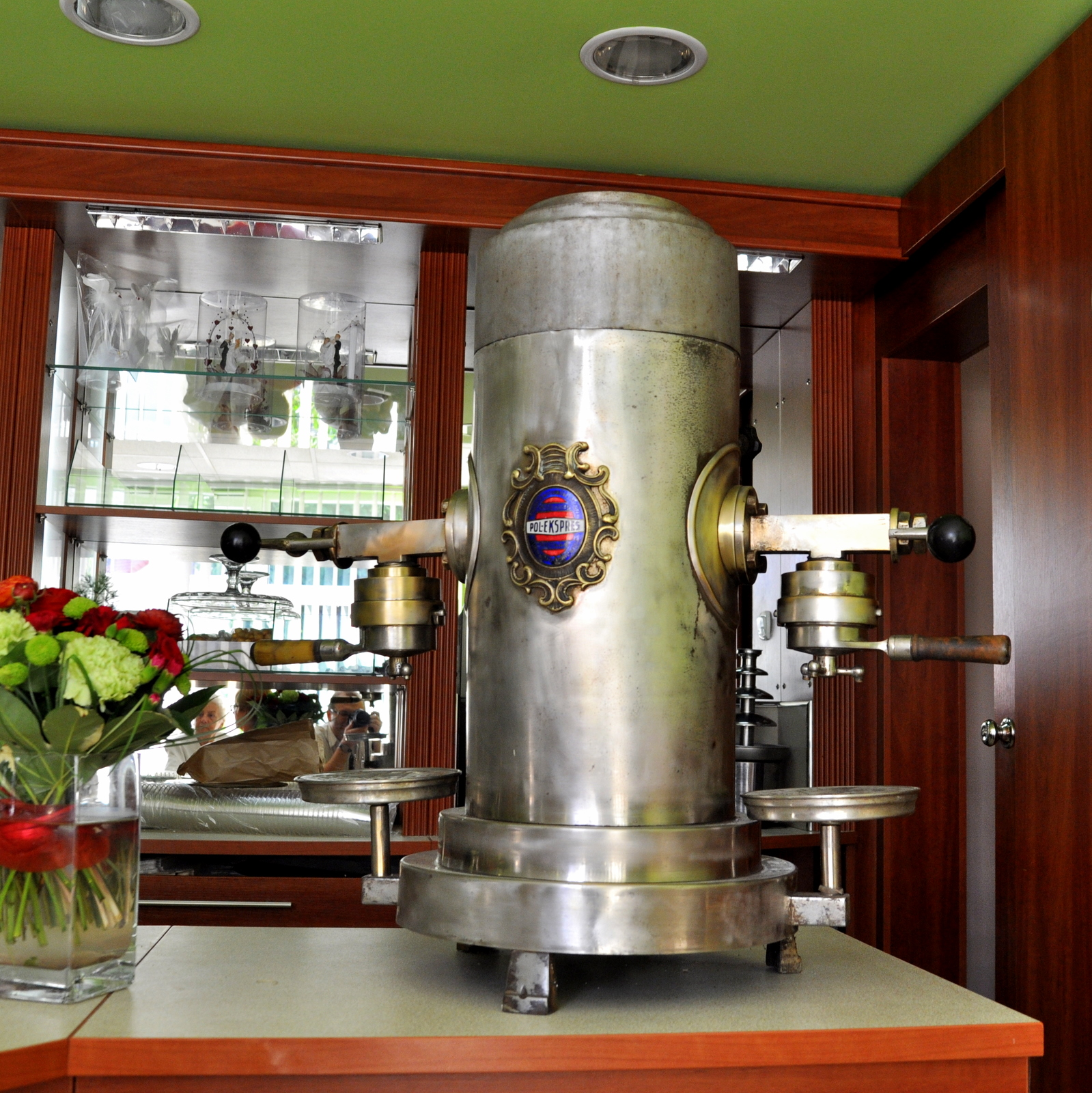
Ekspres z okresu międzywojennego, produkt poznańskiej Fabryki Wyrobów Z Miedzi i Mosiądzu Kubsia i Gogołkiewicza (eksponowany w krotoszyńskiej cukierni)
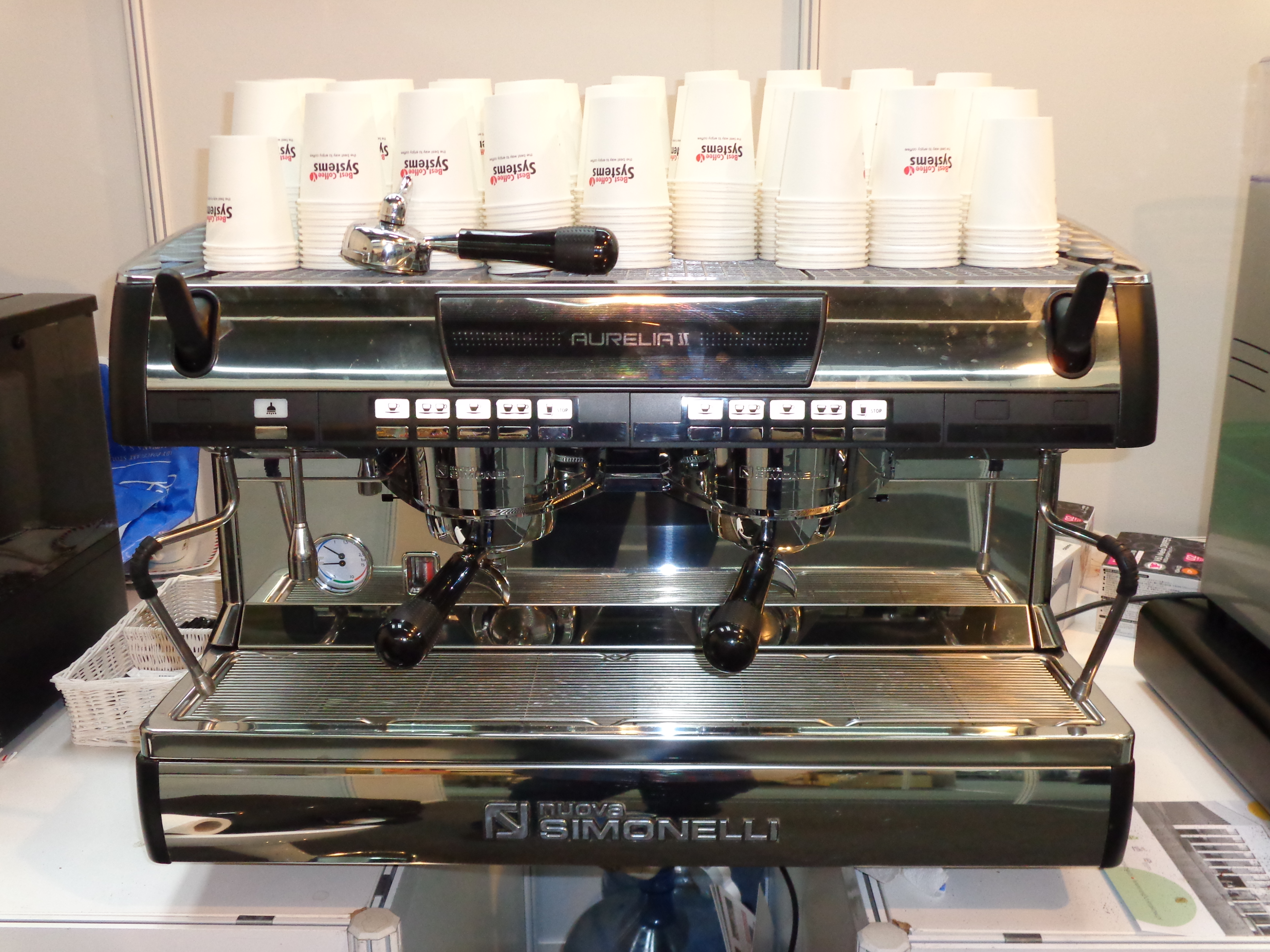
Ciśnieniowy ekspres do kawy z dyszami do spieniania mleka
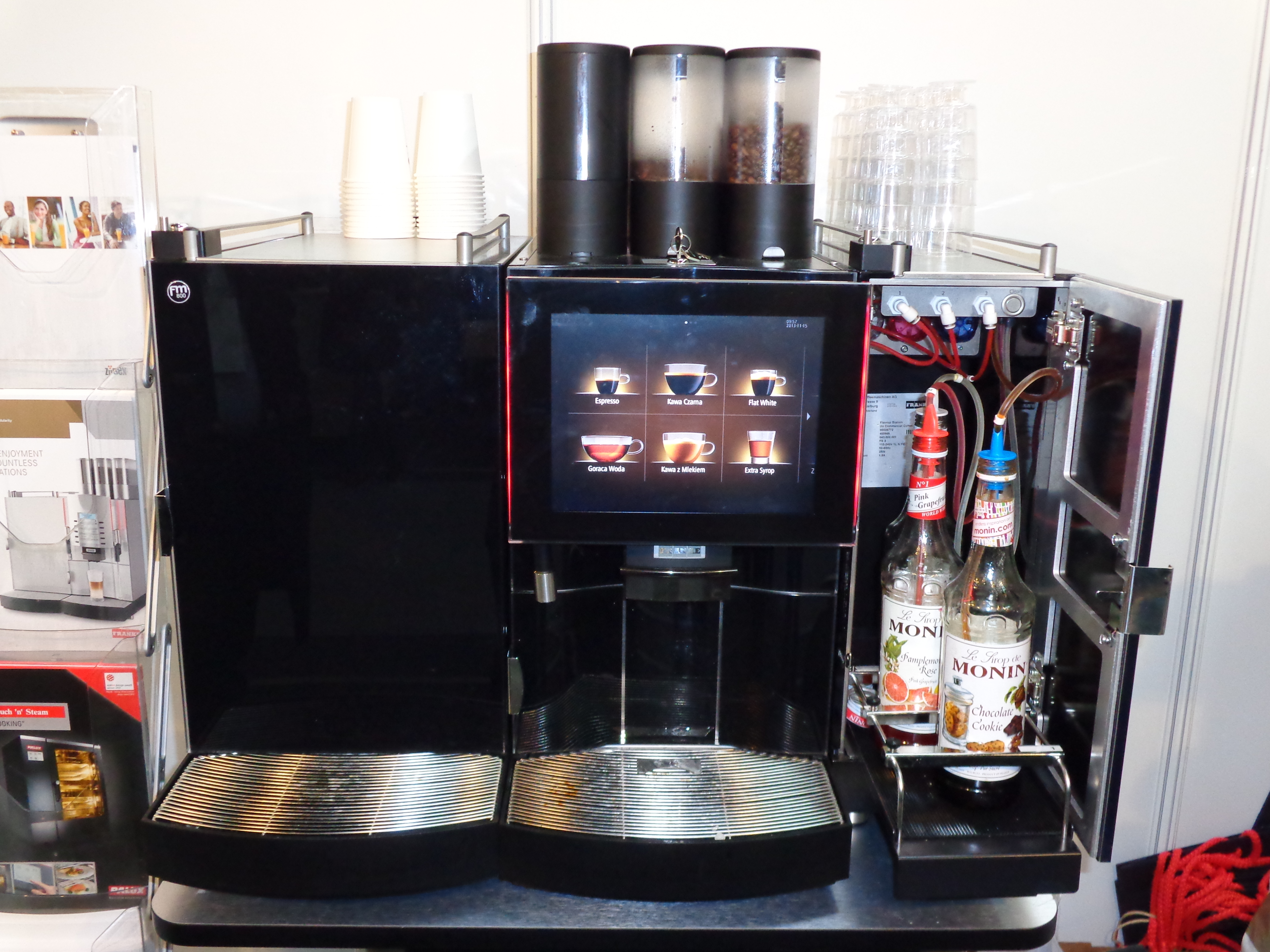
Ciśnieniowy ekspres do kawy z elektronicznym systemem dozowania spienionego mleka i syropów smakowych
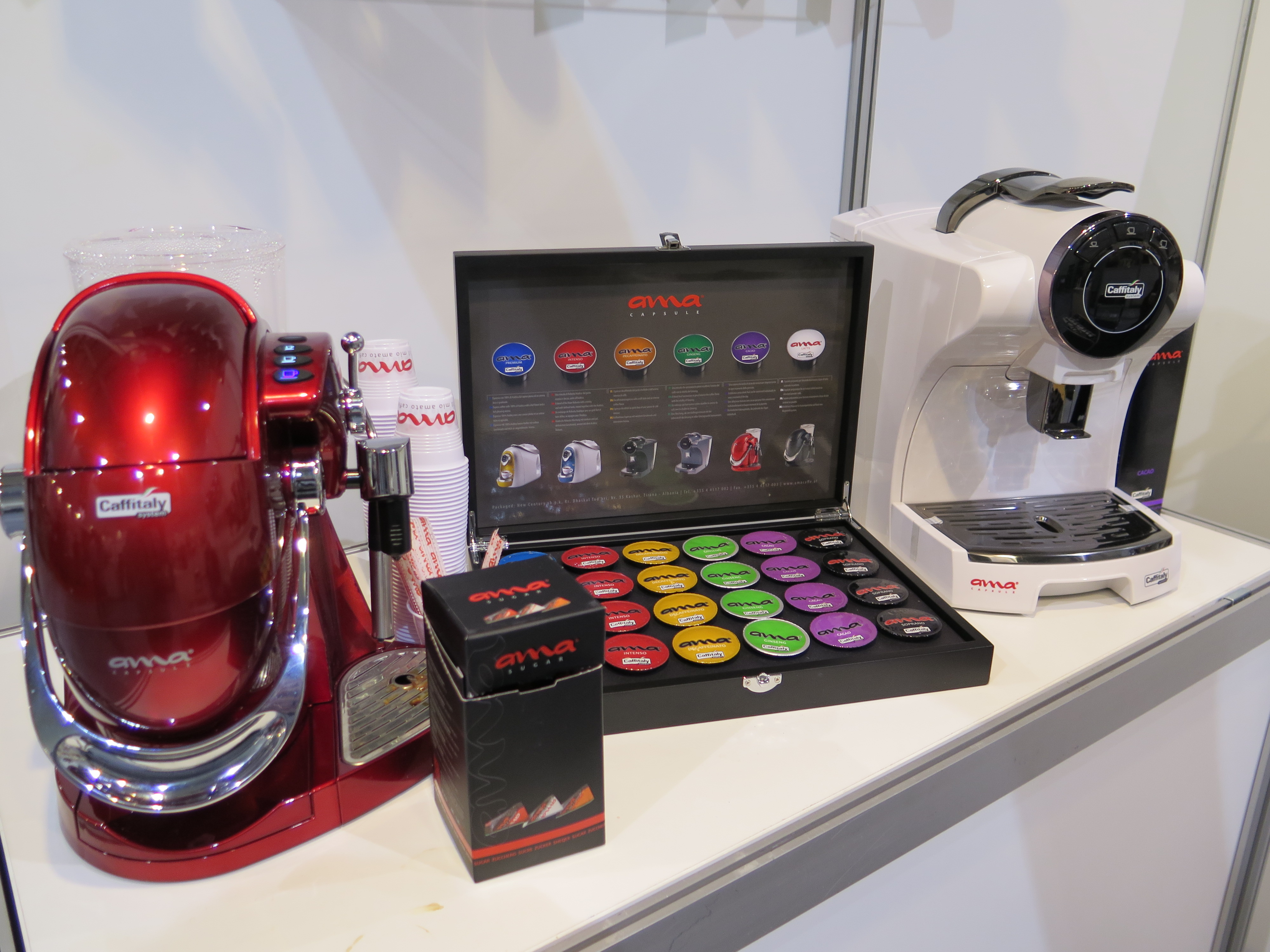
Urządzenia do zaparzania kaw z kapsułek instant
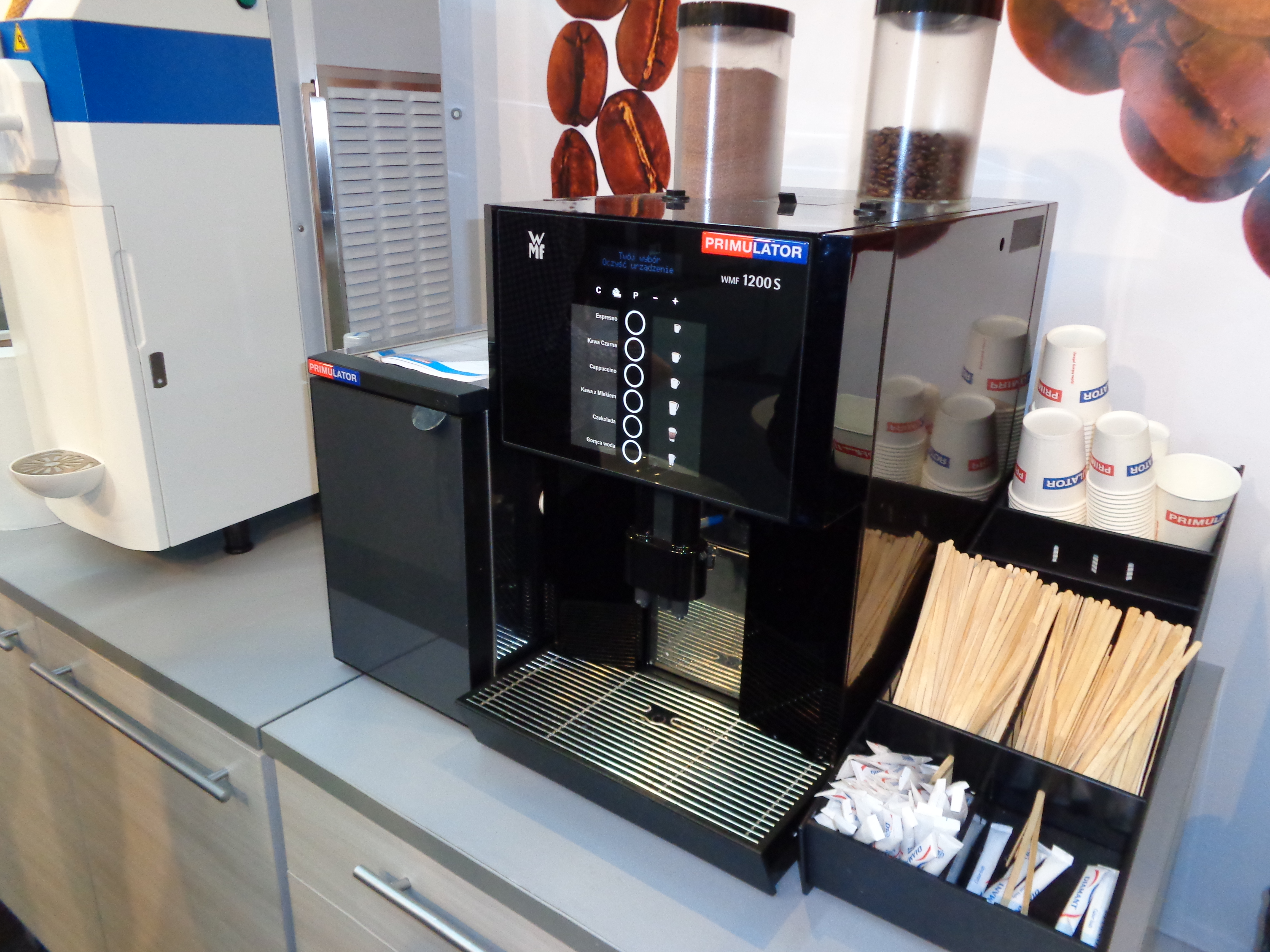
Ciśnieniowy ekspres do kawy z elektronicznym systemem sterowania i dozownikiem spienionego mleka
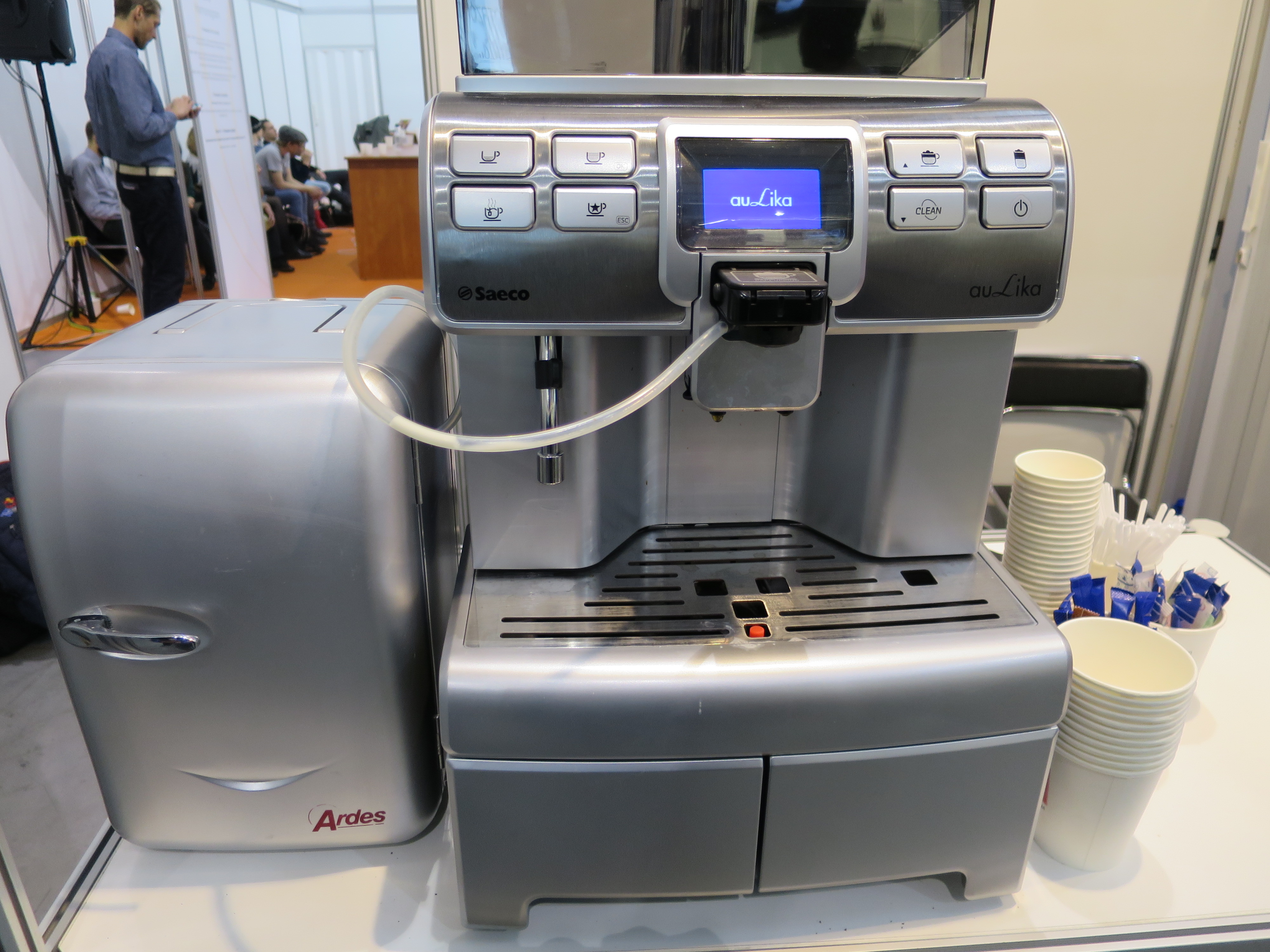
Ciśnieniowy ekspres Saeco AuLika z chłodziarką do mleka
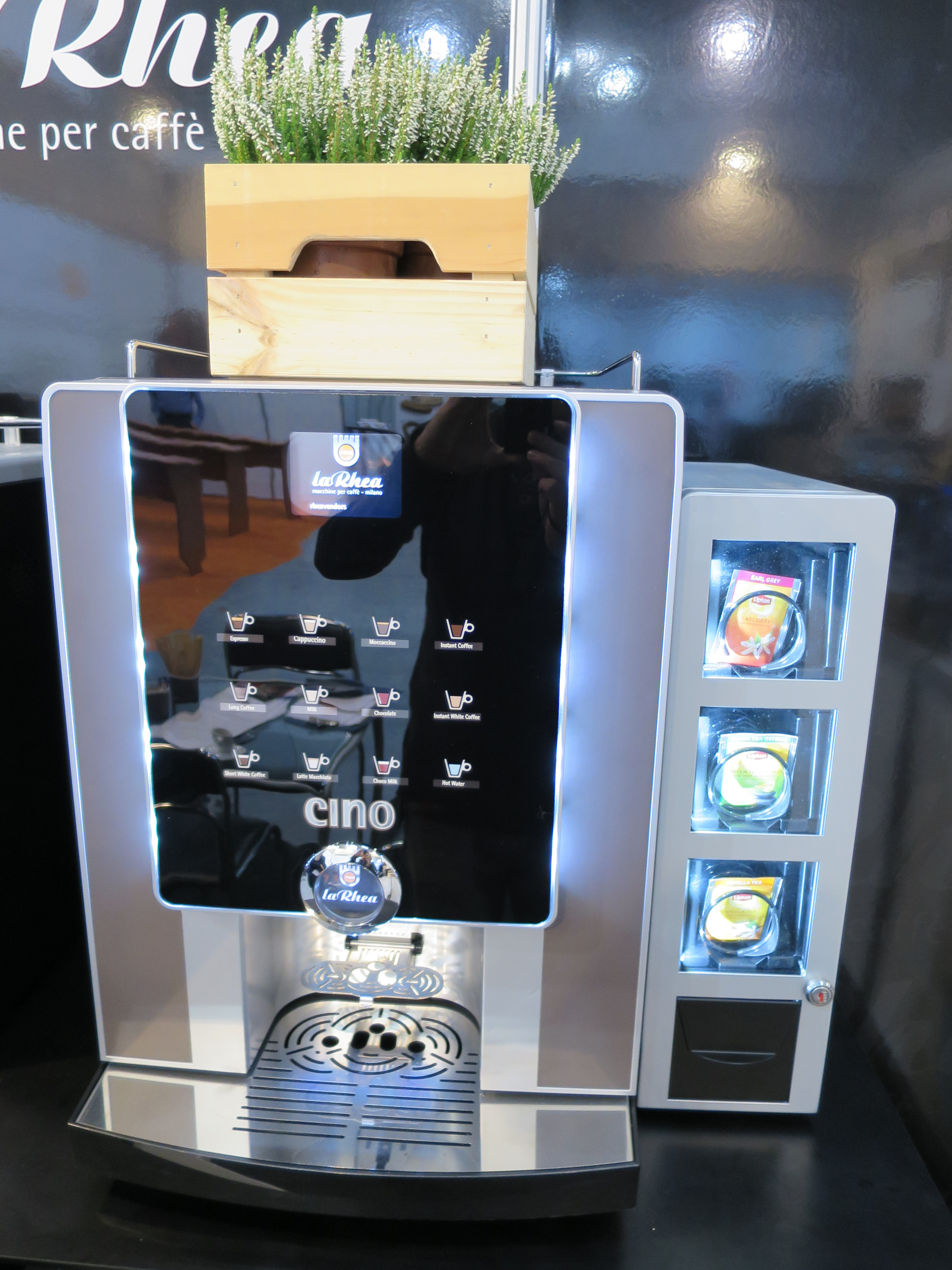
Ekspres do kawy instant z funkcjami gorącej czekolady i podajnikiem herbat